# J'veux du soleil (film)
Pour les articles homonymes, voir J'veux du soleil (homonymie).
Pour plus de détails, voir Fiche technique et Distribution.
J'veux du soleil (également typographié J'veux du soleil !) est un film documentaire français réalisé par Gilles Perret et François Ruffin, sorti en 2019. Construit comme un road movie, il retrace le voyage des deux réalisateurs du Nord au Sud de la France à la rencontre des Gilets jaunes mobilisés au bord des routes du pays en décembre 2018.
Après Les Jours heureux (2013), La Sociale (2016) ou encore L'Insoumis (2018) réalisés par Gilles Perret, et Merci Patron ! (2016) réalisé par François Ruffin, J'veux du soleil est le premier projet commun entre les deux amis, qui se connaissent depuis une quinzaine d'années.

## Synopsis
Au volant de sa Citroën Berlingo, François Ruffin, accompagné par Gilles Perret et sa caméra, sillonne les routes de France, du nord au sud, pendant six jours à la rencontre de Gilets jaunes sur les ronds-points, les péages ou les parkings d'hypermarchés. Les deux hommes traversent ainsi neuf départements : l'Oise, la Saône-et-Loire, l'Ardèche, l'Isère, la Haute-Savoie, la Drôme, le Gard, les Bouches-du-Rhône et l'Hérault.

## Fiche technique
Sauf indication contraire, les informations mentionnées dans cette section peuvent être confirmées par la base de données cinématographiques IMDb,  présente dans la section « Liens externes ».
- Titre original : J'veux du soleil !
- Réalisation : Gilles Perret et François Ruffin
- Montage : Cécile Dubois
- Mixage : Léon Rousseau
- Graphisme : Ludovic Rio et Thibaut Soulcié
- Production : Thibault Lhonneur
- Société de production : Les 400 Clous
- Sociétés de distribution : Jour2Fête et Fakir
- Pays de production :  France
- Langue originale : français
- Genre : documentaire, road movie
- Durée : 76 minutes
- Dates de sortie :
  - France : 15 février 2019 (première à Grenoble)[2] ; 3 avril 2019 (sortie nationale)
  - Suisse : mai 2019[3]
  - Belgique : 13 mai 2019 (première à Bruxelles)[4] ; 15 mai 2019 (sortie nationale)[5]
  - Italie : 5 octobre 2019 (festival du film social de Pérouse)

## Distribution
Sauf indication contraire, les informations mentionnées dans cette section peuvent être confirmées par la base de données cinématographiques IMDb,  présente dans la section « Liens externes ».
Personnes participant au film :
- François Ruffin
- Divers participants du mouvement des Gilets jaunes
- Alain Lacoste, maire de Saint-Julien-du-Serre
- Jamel Laroussi, Benoit Urbain et Jean-Louis Solans, membre du groupe Au p'tit bonheur (durant le générique de fin)
- Gilles Perret (dont on entend parfois la voix et qui apparaît brièvement durant le générique de fin)

Personnes apparaissant dans les images d'archives :
- Emmanuel Macron
- les ministres Christophe Castaner, Benjamin Griveaux et Marlène Schiappa
- les journalistes Jean-Michel Aphatie, Christophe Barbier, Yves Calvi et Emmanuel Lechypre
- certains acteurs du film L'An 01, dont le montage utilise des extraits

## Historique

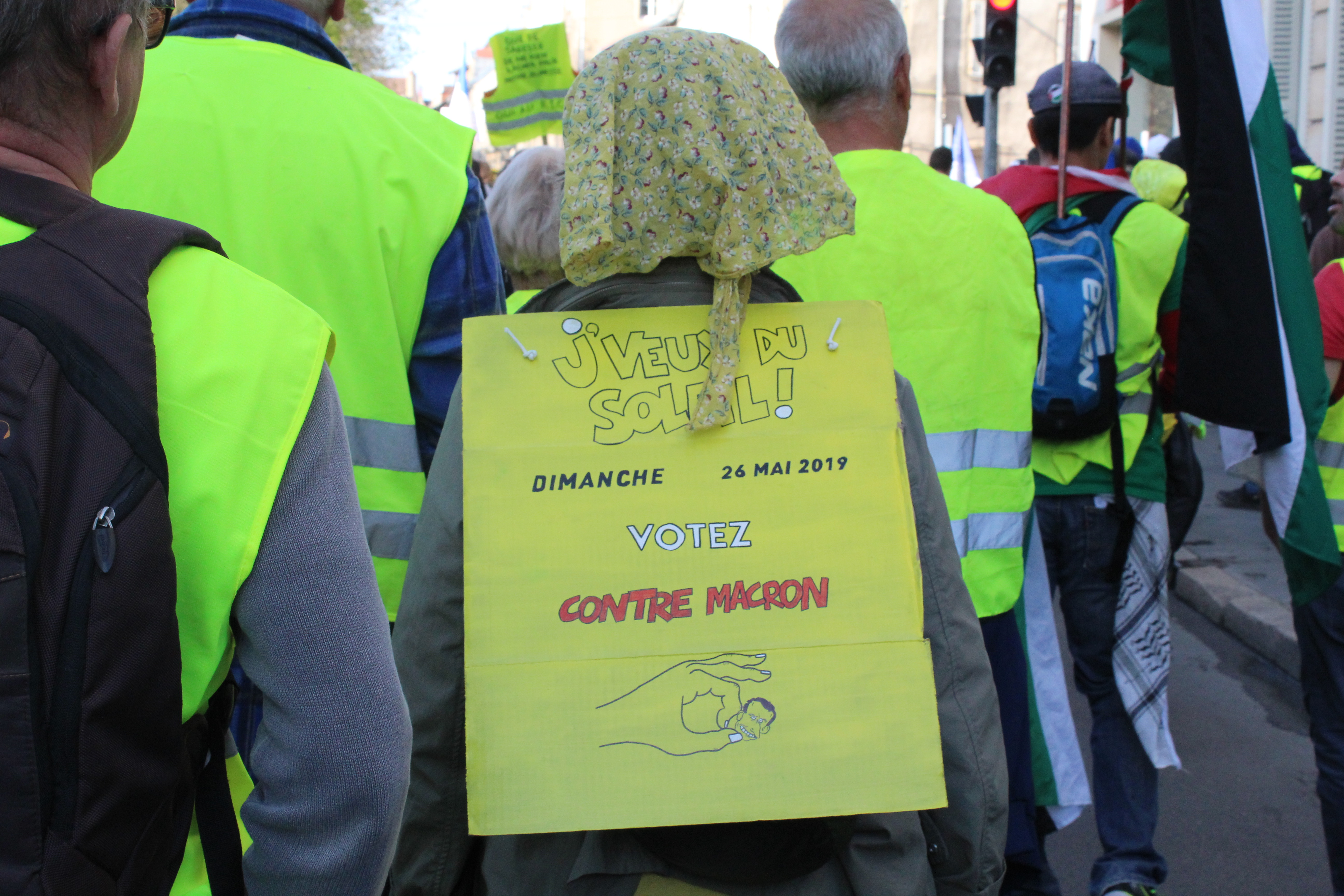
Manifestante faisant référence au film lors de l'« acte » des Gilets jaunes à Dijon.

Gilles Perret, documentariste, et François Ruffin, député insoumis de la Somme et rédacteur en chef du journal Fakir, se sont rencontrés en 2005 lors d'un reportage de Ruffin pour l'émission de radio Là-bas si j'y suis et sont devenus amis. L'idée de réaliser un film ensemble sur les Gilets jaunes émerge lors d'un déjeuner entre les deux amis au début du mois de décembre 2018, alors que Ruffin projette initialement de sillonner les routes de France pour écrire un livre sur le mouvement. Quelques jours plus tard, ils partent donc ensemble à bord de la Citroën Berlingo du député. Ils en reviennent au bout d'une semaine avec quelque vingt-quatre heures d'images.
Le 9 janvier 2019, François Ruffin annonce le film sur sa chaîne YouTube, depuis la salle de montage en compagnie de Gilles Perret et de la monteuse Cécile Dubois (qui avait déjà travaillé sur Merci Patron !). Il précise que ses droits d'auteurs seront reversés au Secours populaire,. Il explique également que « si on ne fait pas ce boulot, la trace de ce mouvement exceptionnel dans notre histoire va être faite par BFM TV, des éditorialistes, des intellectuels à chemise blanche, qui vont résumer ça à un mouvement violent, d'alcooliques, voire de fascistes et d'antisémites ». L'objectif des deux réalisateurs est de donner la parole aux Gilets jaunes, dans leur quotidien. Il s'agit du premier long métrage sur le mouvement.
La sortie en salles en France étant prévue pour début avril 2019, le montage de J'veux du soleil ! se réalise en un temps record. François Ruffin sollicite l'aide du public pour la diffusion du film, que ce soit en allant le proposer aux salles de cinéma ou en organisant des projections sur les ronds-points avec des Gilets jaunes. Une tournée d'avant-premières à travers toute la France précède la sortie en salles,,, d'abord dans une version non finalisée,. La première projection publique a lieu le 16 février à Grenoble, dans l'Isère, et attire 350 personnes dans les trois salles du cinéma Le Club,. À Marseille, où il est diffusé le 2 mars au cinéma Toursky du quartier Saint-Mauront, le film est un succès : les deux séances organisées font salle comble et les gérants doivent en rajouter une supplémentaire pour pouvoir accueillir tous les spectateurs ; J'veux du soleil réunit un total de 2 000 personnes au cours de cette journée. Toujours au mois de mars, il est diffusé durant le festival Les Écrans du doc à Décines-Charpieu. La dernière avant-première se déroule le 2 avril, veille de la sortie, au cinéma Lincoln, situé sur les Champs-Élysées, à Paris.
Le documentaire sort le 3 avril 2019 dans plus d'une centaine de salles en France, durant la campagne pour les élections européennes. Il est diffusé en Suisse et en Belgique le mois suivant.

## Accueil

### Accueil critique
Pour Clément Pétreault, dans Le Point, « le spectateur se retrouve [...] plongé dans des intimités rarement poussées au cœur de l'actualité » face à des « témoignages [...] sincères, parfois dérangeants, souvent révoltants ». Malgré un « sens inné de la mise en scène » reconnu à François Ruffin, le critique déplore le manichéisme de ce dernier ainsi qu'une « fascination pour la souffrance ».
Xavier Demagny, pour France Inter, considère que le parti-pris est assumé et que la vision de François Ruffin est « empathique, bienveillant[e], parfois même tendre ». Pour Luc Chessel, de Libération, le documentaire s'apparente à « un joyeux et nécessaire best-of » qui « donne la parole aux Gilets jaunes ».
Selon Clarisse Fabre du journal Le Monde, ce sont les « témoignages font la force du film, plus que ses choix esthétiques ». Cependant, elle déplore des « accents populistes », où le simplisme serait privilégié à la complexité lorsque les réalisateurs dénoncent les inégalités sociales.
La mise en parallèle des paroles de Gilets jaunes et de leurs opposants (notamment du président Emmanuel Macron) dans le montage est remarqué par les critiques. Clément Pétreault et Xavier Demagny reprochent un montage qui « frôl[e] le manichéisme » alors que Clarisse Fabre évoque plus un « effet comique assuré »,,. Selon le quotidien régional La Voix du Nord il ne s'agit que de « facilités », dans un film qui « porte une indignation sincère et une solidarité salutaire ».

### Box-office
François Ruffin annonce le 28 mars 2019 sur son site web que J'veux du soleil a dépassé le chiffre de 20 000 spectateurs avant même sa sortie, sur l'ensemble des avant-premières du film,.
Le 3 avril 2019, lors de son premier jour d'exploitation, J'veux du soleil réunit près de 12 000 entrées sur un ensemble de 91 salles, atteignant un total provisoire de 32 135 avec les avant-premières, ce chiffre cumulé plaçant le film en 4e position des nouveautés au box-office français ce jour-là. Après sa première semaine d'exploitation, il totalise 74 619 entrées dans 120 cinémas,. Le film se place ainsi à la 12e place du box-office hebdomadaire. Par comparaison, J'veux du soleil obtient une moyenne de 622 spectateurs par copie, et Dumbo, premier du classement cette semaine-là, de 671. La deuxième semaine, le documentaire réunit 33 000 spectateurs environ et est classé 20e, puis 44 000 environ durant les troisième (classé 20e) et quatrième semaines (hors classement),. Au total, J'veux du soleil cumule 185 749 entrées pour 1 297 191 $ de recettes.

### Distinction
- Festival du film social de Pérouse 2019 : prix du public[36]